# Talence
Talence es una localidad y comuna francesa situada en el área urbana de la conglomeración de Burdeos, en la región de Nueva Aquitania. Es la cuarta comuna más grande de Gironda, después de Burdeos, Mérignac y Pessac.

## Toponimia
El territorio de la actual ciudad de Talence sido cubiertas de bosques que estaban dispersos caseríos. La presencia de estos bosques es el origen del nombre "Talence. Este hecho se deriva de la palabra "Tala", que significa "cortar leña." En el siglo XIII que nombres como "Talanssa", "Talencieux", "Talancé.

## Historia
El verdadero soporte Talence, que fue devastada constantemente su lugar (el saqueo y la devastación causada por las continuas guerras), en el siglo XVII. La proximidad de Burdeos y la presencia de tres grandes rutas comerciales se hicieron más seguros (carretera de Bayona, Toulouse y La Teste) atrajo a los burgueses ricos de Burdeos en el siglo XVII. Muchos burgueses construyeron sus castillos y casas hermosas en Talence. Así, el banquero Samuel Charles Peixotto construirá lo que más tarde se convirtió en alcalde de la ciudad. En 1783 una familia de exiliados que huían de la Inquisición portuguesa,los Raba, confiaron en Victor Louis, el arquitecto del Gran Teatro de Burdeos, la construcción de una mansión y un parque cuya extensión sobrepasa límites de la época de la ciudad.
Talence sin embargo  siguió manteniendo su orientación rural. No fue sino hasta finales del siglo XIX y durante el siglo XX cuando Talence se dirigió a su carácter urbano y comenzó el desarrollo de la metalurgia y otras producciones industriales como , metales, productos químicos, mataderos, aviónica, zapatos, alimentos (galletas, chocolate ...).
Desde 1970-1980, estas industrias desaparecerán a trasladarse a otras zonas de la Comunidad Urbana de Burdeos para dar paso a edificios de viviendas.

## Situación

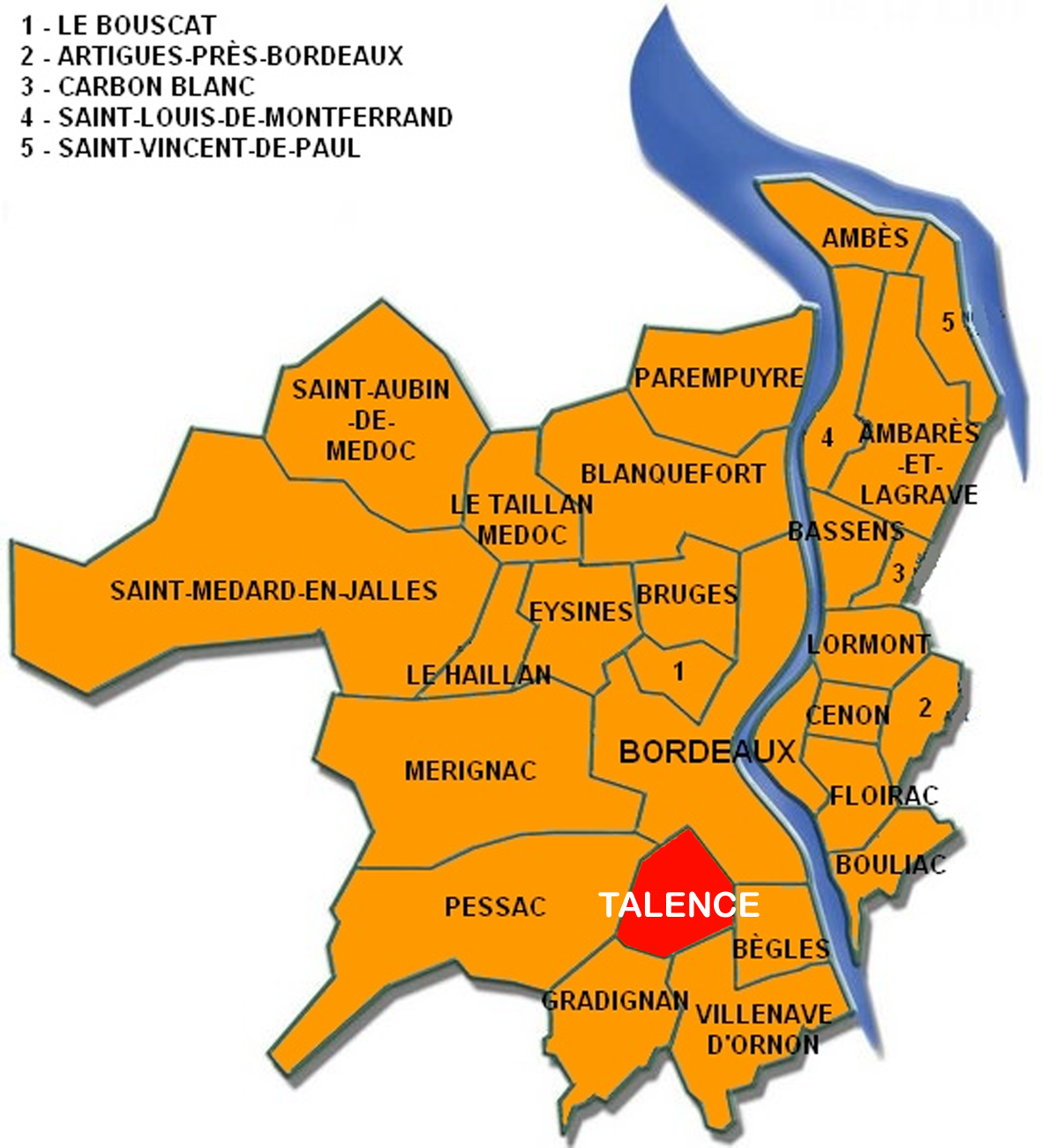
Comunidad Urbana de Burdeos

Talence está dentro de la Comunidad Urbana de Burdeos, capital de Aquitania
| Noroeste: Burdeos                     | Norte: Burdeos                      | Noreste: Merignag Burdeos y Pessac |
| Oeste: Burdeos y Bègles               |                                     | Este: Pessac                       |
| Suroeste: Bègles y Villanave d' Ornon | Sur: Gradignan y Villanave d' Ornon | Sureste: Pessac y Gradignan        |

## Demografía
La ciudad de Talence actualmente tiene 40 700 habitantes (2004 estimado INSEE), su población aumentó considerablemente en comparación con el censo de 1999 (37.210 habitantes), 1990 (34.485 habitantes) y 1982 (34 692 habitantes ). Este aumento se explica por el exceso de nacimientos sobre las defunciones (3.955 nacimientos frente a 2.602 muertes entre 1990 y 1999), sino también por un saldo migratorio positivo (+ 0,43% por año entre 1990 y 1999). La presencia de la universidad de Burdeos, en Talence explica este saldo positivo, la ciudad atrae a muchos estudiantes de hecho. Y el 28,7% de la población aún se encuentra en talençaise la escuela frente al 13% para el resto de Francia. La población es joven, 12 964 Talence tienen entre 15 y 30 o 34,8% de la población frente al 20% en el resto de Francia (INSEE cifras para 1999).
| 1 489 | 1 181 | 1 340 | 1 194 | 1 232 | 1 288 | 1 402 | 1 434 | 1 693 | 2 430 | 2 577 | 3 604 | 3 873 | 4 621 | 6 642 | 7 921 | 9 221 | 11 227 | 11 832 | 13 224 | 15 823 | 17 130 | 18 944 | 20 380 | 21 650 | 22 695 | 25 874 | 29 161 | 34 127 | 34 692 | 34 485 | 37 210 | 40 940 | 41 358 |
| Para los censos de 1962 a 1999 la población legal corresponde a la población sin duplicidades (Fuente: INSEE [Consultar]) |       |       |       |       |       |       |       |       |       |       |       |       |       |       |       |       |        |        |        |        |        |        |        |        |        |        |        |        |        |        |        |        |        |

## Economía
Talence La ciudad es un servicio de la ciudad, el sector de servicios es muy amplia mayoría, incluso superando el 90% de la fuerza de trabajo. La agricultura es casi inexistente y la industria es muy bajo en esta ciudad universitaria.
De asignación de activos (1999, INSEE):
- Sector primario: 0,1%
- Sector secundario: 9,2%
- Sector terciario: 90,7%

Tasa de desempleo: alrededor del 14% en 1999.

## Monumentos

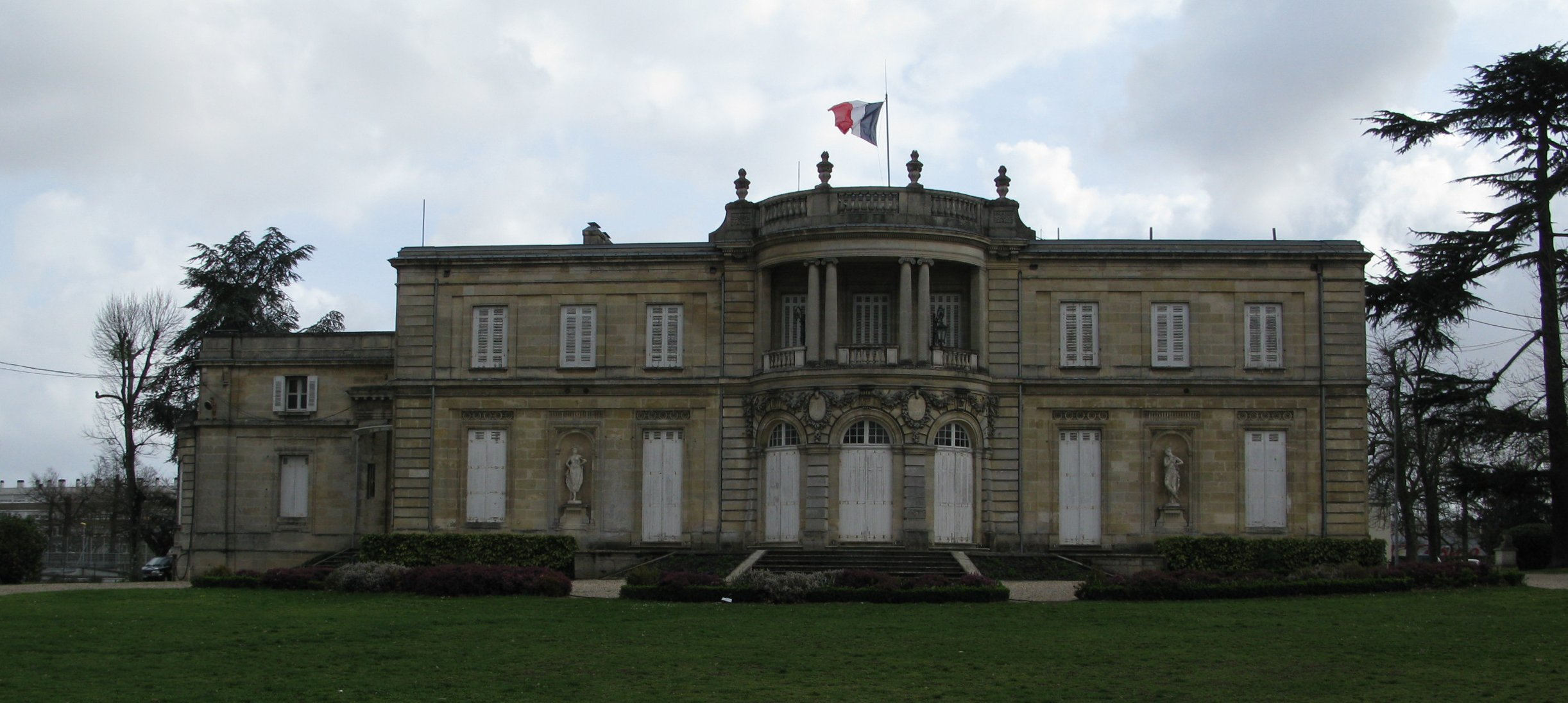
Castillo de Thouars

Existen varios castillos como el de Brama, hoy en día llamado el Castillo del Príncipe Negro o el Castillo de Thouars. También está el
antiguo palacio de Peixotto en periodo de remodelación y la Iglesia de Notre-Dame de Talence.

## Enseñanza
Una parte de la Universidad de Burdeos, en Talence. Las características de este último incluyendo las siguientes instituciones:
- Universidad de Burdeos I (Facultades de Ciencias Naturales e Ingenierías)
- Instituto Politécnico de Burdeos
- Escuela de Ingeniería de la modelización mecánica y matemática
- Escuela Nacional de la electrónica, equipo de radio y Burdeos
- Escuela Nacional de Artes y Oficios
- STAPS Universidad de Burdeos II
- Instituto Cognitics
- Escuela Nacional de Arquitectura y Paisaje de Burdeos
- Burdeos Escuela de Administración

Además de educación universitaria hay 9.000 plazas de 7 colegios públicos y 4.000 de plazas para 3 institutos.

## Deportes

### Atletismo

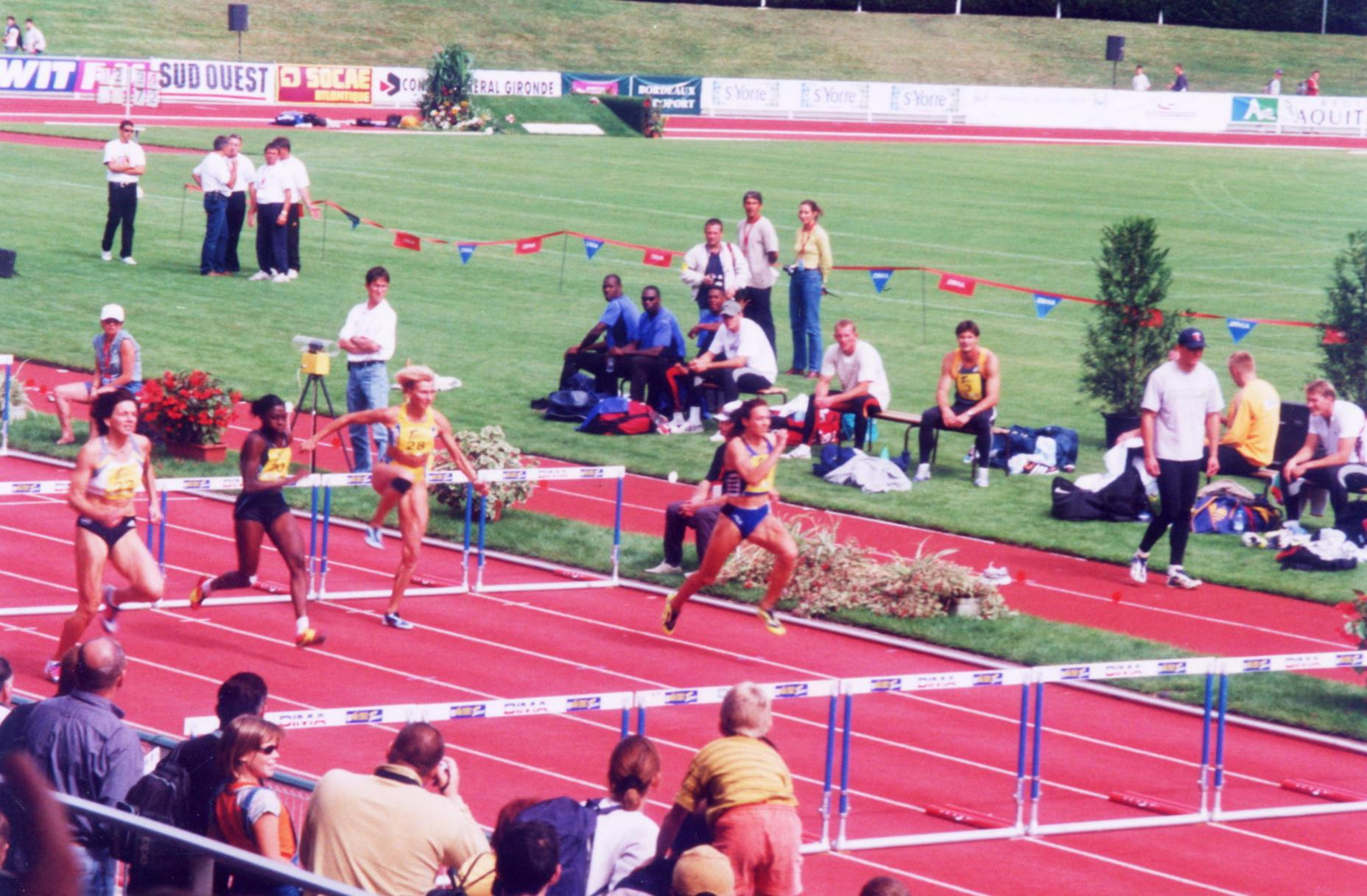
Carrera de 100 metros en el Décastar

Talence es una ciudad importante en el mundo del atletismo, ya que organiza la reunión de atletismo Décastar dedicada a los eventos combinados, como el heptatlón y decatlón. Esta reunión tiene lugar en el estadio de Thouars. A lo largo de su historia se han establecido allí varios récords mundiales: Dan O'Brien lo consiguió en 1992 con una marca de 8891 puntos y Kévin Mayer hizo lo propio en 2018 con 9126 puntos. En 2004 la reunión incluyó un inusual decatlón femenino (las mujeres suelen competir en heptatlón), en el cual Marie Collonvillé consiguió el primer récord mundial oficial de la prueba, con 8160 puntos.
Junto a la competencia, la Asociación para el Desarrollo de la reunión combinada y Eventos en Talence (ADEM), que se encarga de organizar la Décastar, participó desde 1981 para entrenar a jóvenes atletas en el Colegio "Estructura de formación específica de los atletas ", en colaboración con los clubes deportivos de Aquitania y las secciones de deporte estudios Liceo Víctor Louis.

## Personajes famosos
- Geral Cid jugador de fútbol.

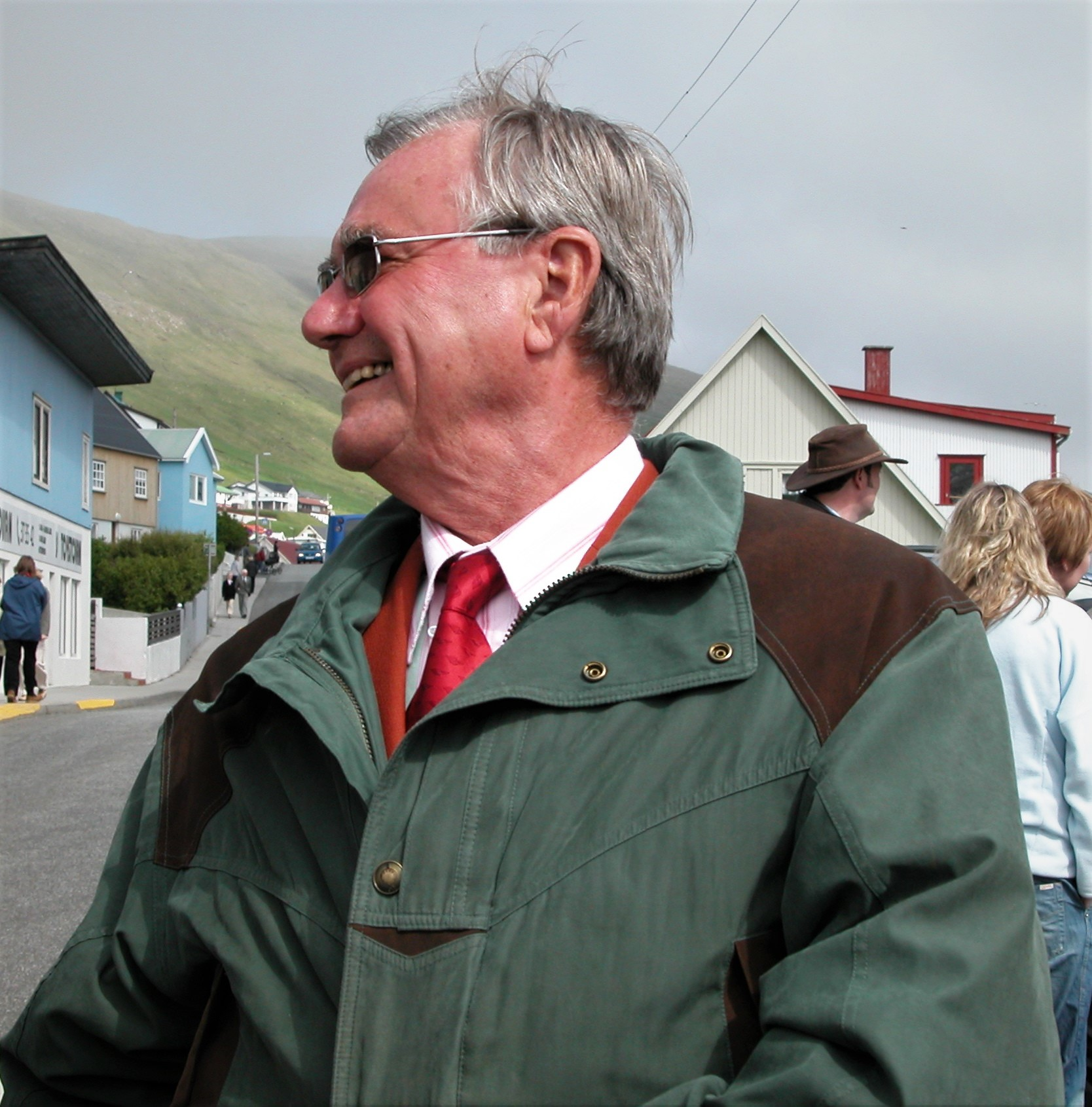
Enrique de Laborde de Monpezat

- Enrique de Laborde de Monpezat conde de Monpezat y príncipe consorte de Dinamarca
- Felipe Sollers escritor.
- José Bové político y candidato a las Elecciones Presidenciales de Francia de 2007
- Oliver Marchal actor
- Denis Barthe batería del grupo Noir Désir

## Ciudades hermanadas
- Alcalá de Henares ( España) (1985)
- Trikala ( Grecia)[7] (1998)
- Chaves ( Portugal)